# Гримучник чорнохвостий
Гримучник чорнохвостий (Crotalus molossus) — отруйна змія з роду Справжній гримучник родини Гадюкові. Має 4 підвиди.

## Опис
Загальна довжина коливається від 75 см до 1,29 м. Голова велика, широка, пласка, майже трикутна. Очі округлі, зіниці вертикальні. Морда закруглена. Тулуб кремезний, товстий. Часто зеленувата, але може бути також жовтого, жовтувато—коричневого, помаранчевого чи коричневого забарвлення. Уздовж спини розташована серія ромбів, вони можуть бути неоднакового розміру й слабко помітні. Хвіст чорний, на морді зазвичай присутня чорна «маска», хоча і не завжди. Завдяки цього й отримав свою назву.

## Спосіб життя
Полюбляє чагарники, напівпосушливі, посушливі, малолісисті ділянки. Активний вночі, лише навесні полює вдень. Харчується дрібними ссавцями, птахами, ящірками.
Отрута викликає біль та нудоту, проте не смертельна. До того ж ця змія спокійної вдачі, укуси вкрай рідкісні.

Це живородна змія. Самиця народжує в виводку 3—12 дитинчат.
Тривалість життя до 20 років.

## Розповсюдження
Мешкає на півдні центральної частини США та у центральній Мексиці.

## Підвиди
- Crotalus molossus estebanensis
- Crotalus molossus molossus
- Crotalus molossus nigrescens
- Crotalus molossus oaxacus